# Guifredo de Balsareny
Guifredo de Balsareny (? - 1020) foi um nobre e Cavaleiro aristocrata da Catalunha medieval, tendo sido vigário da cidade de Balsareny, actual município da Espanha na província de Barcelona, comunidade autónoma da Catalunha.

## Relações familiares
Foi filho de N de Balsareny e de Ermesinda de Barcelona, filha de Vifredo de Cabra e Mediona (870 -?), vigário em Cabra e Mediona. Casou com Ema Angilberga de Besora filha de Ermemir de Besora, vigário de Santa Maria de Besora e de Anigilberga de Besora, de quem teve:
1. Ermesinda de Balsareny (? - 1074) casada com Sunifredo II de Lluçà[2] (? — 1060), Senhor de Lluçà